# Dominik Pázmándi
Dominik Pázmándi (* 6. April 2000) ist ein ungarischer Weitspringer und Sprinter.

## Sportliche Laufbahn
Erste internationale Erfahrungen sammelte Dominik Pázmándi im Jahr 2016, als er bei den erstmals ausgetragenen Jugendeuropameisterschaften in Tiflis mit übersprungenen 2,07 m den achten Platz im Hochsprung belegte. Zwei Jahre später nahm er im Weitsprung an den U20-Weltmeisterschaften in Tampere teil, schied dort aber mit 7,24 m in der Qualifikation aus. 2019 wurde er dann bei den U20-Europameisterschaften in Borås mit einer Weite von 7,48 m Vierter.
2019 wurde Pázmándi ungarischer Meister in der 4-mal-100-Meter-Staffel im Freien sowie Hallenmeister im 60-Meter-Lauf.

## Persönliche Bestleistungen
- 100 Meter: 10,67 s (+1,6 m/s), 8. September 2018 in Székesfehérvár
  - 60 Meter (Halle): 6,79 s, 16. Februar 2019 in Budapest
- Hochsprung: 2,10 m, 28. Mai 2016 in Székesfehérvár
  - Halle: 2,05 m, 20. Februar 2016 in Budapest
- Weitsprung: 7,76 m (+0,4 m/s), 8. Juni 2019 in Budapest
  - Halle: 7,76 m, 1. Februar 2020 in Budapest